# Saint-Martin-du-Frêne
Saint-Martin-du-Frêne là một xã ở tỉnh Ain, vùng Auvergne-Rhône-Alpes thuộc miền đông nước Pháp.